# Alberto Alcocer y Ribacoba
Alberto Alcocer y Ribacoba (Urduña, Biscaia, 8 d'abril de 1886 – Madrid, 30 de maig de 1957) fou un advocat i polític espanyol, primer alcalde franquista de Madrid.

## Biografia
Es llicencià en dret al Reial Centre Universitari El Escorial-Maria Cristina, i el 1912 treballà com a assessor lletrat al Banc d'Espanya. En proclamar-se la dictadura de Primo de Rivera el 1923 fou proclamat alcalde de Madrid, però l'any següent deixà el càrrec. En esclatar la guerra civil espanyola es va posar de part dels militars sublevats, qui el nomenaren alcalde de Madrid l'agost de 1936, tot i que no va ocupar efectivament l'alcaldia fins al 30 de març de 1939.
Va ocupar l'alcaldia fins al maig del 1946. Durant el seu mandat va organitzar la Desfilada de la Victòria del 19 de maig de 1939, en la qual hi participaren 250.000 soldats i 3.000 camions. També va crear el Parc Oest i va fomentar la reconstrucció de la ciutat. Endemés va prohibir les celebracions del carnestoltes i va impulsar la censura. El 1942 la ciutat va patir una epidèmia de tifus propagada per l'anomenat poll verd. El 1949 fou nomenat Secretari General del Banc d'Espanya.
Un dels seus fills Luis Alcocer Moreno-Abella, fou pilot d'aviació durant la guerra civil espanyola. S'enrolà en l'Esquadrilla Blava i va morir al Front Oriental de la Segona Guerra Mundial el 3 d'octubre de 1941. També ha estat avi de dos polèmics empresaris, els cosins Alberto Alcocer Torra i Alberto Cortina Alcocer, més coneguts com a Los Albertos.